# ヨハン・フィリップ・キルンベルガー
ヨハン・フィリップ・キルンベルガーもしくはケルンベルク（Johann Philipp KirnbergerもしくはKernberg 1721年4月24日 - 1783年7月27日）は、ドイツの音楽家、作曲家（主にフーガを作曲した）、音楽理論家。

## 生涯
ザールフェルト生まれで、大バッハの弟子であった。1751年にはプロイセン国王フリードリヒ2世の宮廷ヴァイオリニストとなった。1758年からはプロイセン王国のアンナ・アマーリエ王女（Anna Amalia）の音楽監督となり、没するまでその任に当たった。彼はバッハを高く称賛しており、バッハの全コラール作品の出版を行うことを目指したが、それは彼の死後になって実現された（ヨハン・ゼバスティアン・バッハの作品一覧のBWV 690-713を参照）。バッハの手稿譜の多くがキルンベルガーの蔵書として保管されており、「キルンベルガー・コレクション」と呼ばれている。
彼は今日、「純正作曲の技法 Die Kunst des reinen Satzes in der Musik」（1774年-1779年）などの理論書によって最も知られている。鍵盤楽器の調律法で「キルンベルガー第2法」や「キルンベルガー第3法」などとして知られるものは彼に由来する。
キルンベルガーはベルリンに没した。